# ستانلي ديكنز
ستانلي ديكنز (بالسويدية: Stanley Dickens)‏ هو مهندس سويدي، ولد في 7 مايو 1952.

## روابط خارجية
- ستانلي ديكنز على موقع DriverDB.com (الإنجليزية)